# Miedes de Aragón
Miedes de Aragón es un municipio y localidad española de la provincia de Zaragoza, en la comunidad autónoma de Aragón. El término municipal tiene una población de 403 habitantes (INE 2024).

## Historia
Hacia mediados del siglo XIX, el lugar tenía contabilizada una población de 563 habitantes. La localidad aparece descrita en el decimoprimer volumen del Diccionario geográfico-estadístico-histórico de España y sus posesiones de Ultramar de Pascual Madoz de la siguiente manera:

MIEDES: l. con ayunt. de la prov. y aud. terr. de Zaragoza (12 leg.), c. g. de Aragon, part. jud. de Daroca (3), dióc. de Tarazona (13). sit. en terr. medianamente llano, al pie del campo y rib. der. del r. de su nombre ó Perejil: le baten los vientos del N.; su clima es templado y las enfermedades mas comunes catarros pulmonares. Tiene 130 casas, 3 calles y una plaza, casa de ayunt. y cárcel, escuela de niños á la que concurren 30, dotada con 1,300 rs.; igl. parr. (San Pedro Apóstol), reedificada en 1131 y servida por el capítulo ecl., compuesto de 7 beneficiados, de los que hay 3 vacantes; en un mausoleo se conservan los restos mortales de doña Leonor hija del rey D. Alonso de Castilla; 2 ermitas derruidas fuera de la v. dedicadas á Sta. Maria Magdalena y Sta. Catalina; un cementerio junto al pueblo al S., y un convento de monjas titulado de la Purísima Concepcion sit. á la dist. de 100 pasos hacia el E. en la huerta donde existió una ermita bajo la advocacion de San Blas: se edificó en 1624 á espensas de la junta de comunidad de Calatayud, habiendo ido á fundarle el mismo año 4 religiosas de Tarazona. El edificio es muy capaz y solido, todo de piedra tosca labrada formando un cuadro completo con 1,760 varas superficiales: á la portería precede una plaza espaciosa; á la izq. estan las habitaciones del confesor y dependientes del convento, y á la der. la igl. capaz de contener 1,000 personas. En un altar colateral al mayor, se venera la imagen de un Niño Jesus, del que se cuentan mil prodigios y en el otro hay una urna donde se conserva el cuerpo de San Alejandro, mártir romano, que regaló el P. Fr. Francisco Franco, de la Compañia de Jesús. Los vec. se surten de una fuente que nace junto al convento, la que se conduce por medio de un acueducto hasta el pueblo. Confina el térm. por N. con los de Ruesca y Mara (1 leg.); E. Codos (1 1/2); SE. Langa (2); S. Mochales (1), y 0. Fuentes de Jiloca (id.); su estension es de 2 leg. en ambas direcciones. En su radio se encuentran algunos montes con pinos, chaparros y matas bajas; varias deh. para pastos y canteras de cal y pedernal. El terreno es de todas calidades; la mayor parte de secano, y la otra se fertiliza con las aguas de algunos manantiales, que son el origen de. r. Miedes (V.). Los caminos dirigen á Daroca y Calatayud y otros pueblos confinantes en mal estado. El correo se recibe de Calatayud por balijero 2 veces á la semana. prod. trigo, cebada, poco vino, cáñamo y legumbres; mantiene ganado lanar y cabrio, y hay caza de liebres, conejos y perdices. ind. la agrícola. pobl. 119 vec., 563 alm. cap. prod. 1,296,390 rs.: imp. 78,600. contr. 17,771.
(Madoz, 1848, p. 403)

## Demografía
Miedes de Aragón cuenta con una población de 403 habitantes (INE 2024).
| Gráfica de evolución demográfica de Miedes de Aragón entre 1842 y 2021 |
| |
| Población de derecho según los censos de población del INE Población de hecho según los censos de población del INEEn estos censos se denominaba Miedes: 1842, 1857, 1860, 1877, 1887, 1897, 1900, 1910, 1920, 1930, 1940, 1950, 1960, 1970 y 1981 |

## Administración y política
| Período   | Alcalde              | Partido |  |
| --------- | -------------------- | ------- |  |
| 1979-1983 | Adolfo Pérez Lavilla | UCD     |  |
| 1983-1987 |                      |         |  |
| 1987-1991 |                      |         |  |
| 1991-1995 |                      |         |  |
| 1995-1999 |                      |         |  |
| 1999-2003 |                      |         |  |
| 2003-2007 |                      |         |  |
| 2007-2011 |                      |         |  |
| 2011-2015 |                      |         |  |
| 2015-2019 | José Lorente Aldana  | PP      |  |

| Partido político    | Partido político                                   | 2003   | 2007   | 2011   | 2015   |
| Partido político    | Partido político                                   | Ediles | Ediles | Ediles | Ediles |
|                     | Partido Popular de Aragón (PP)                     | 2      | 2      | 4      | 4      |
|                     | Partido de los Socialistas de Aragón (PSOE-Aragón) | 4      | 4      | 2      | 3      |
|                     | Partido Aragonés (PAR)                             | 1      | 1      | 1      | 0      |
|                     | Chunta Aragonesista (CHA)                          | —      | 0      | —      | —      |
| Total de concejales | Total de concejales                                | 7      | 7      | 7      | 7      |

## Cultura

### Patrimonio
- Iglesia de San Pedro Apóstol[3]
- Convento de La Concepción y San Blas[3]
- Torre fortificada de Miedes de Aragón

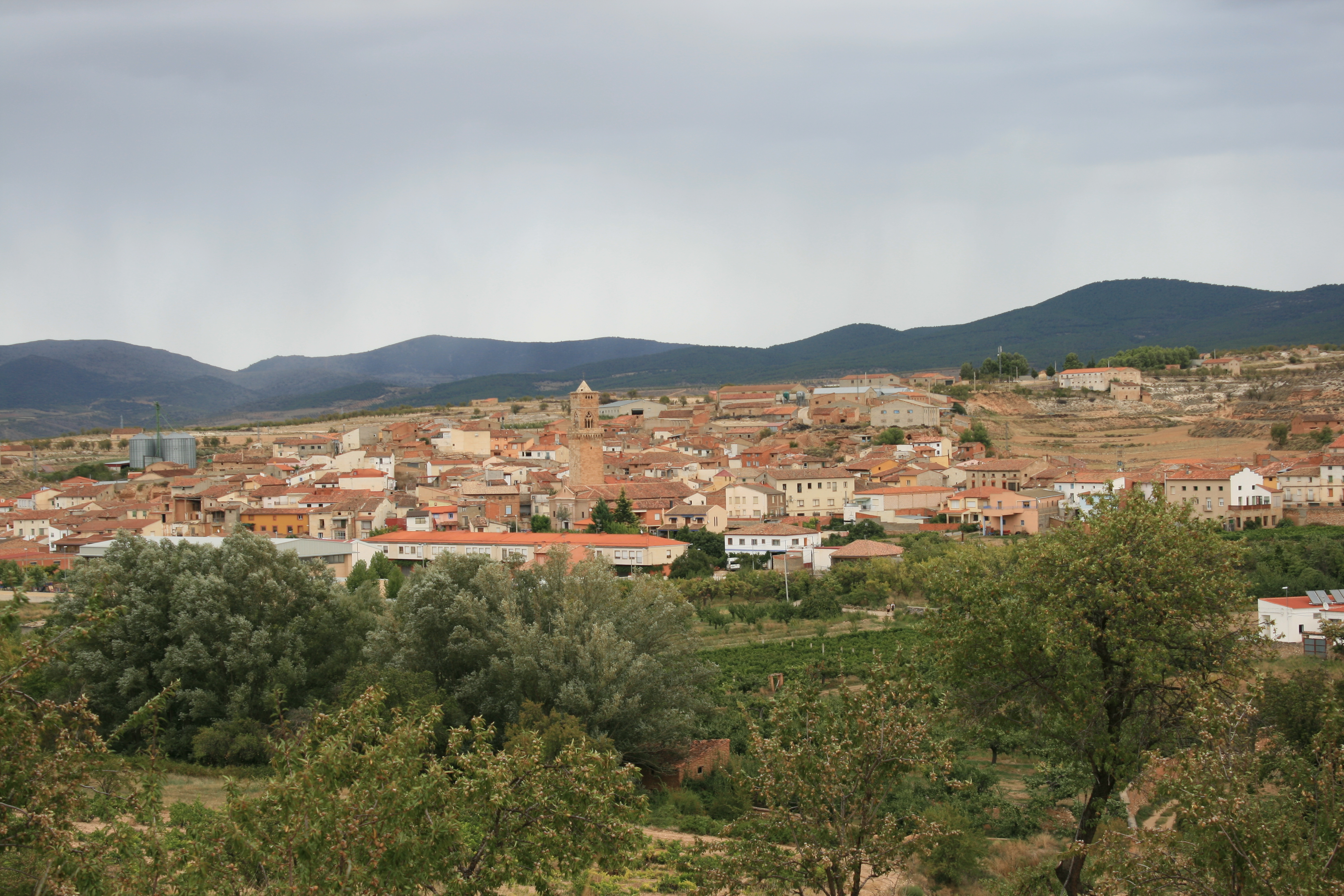
Vista general
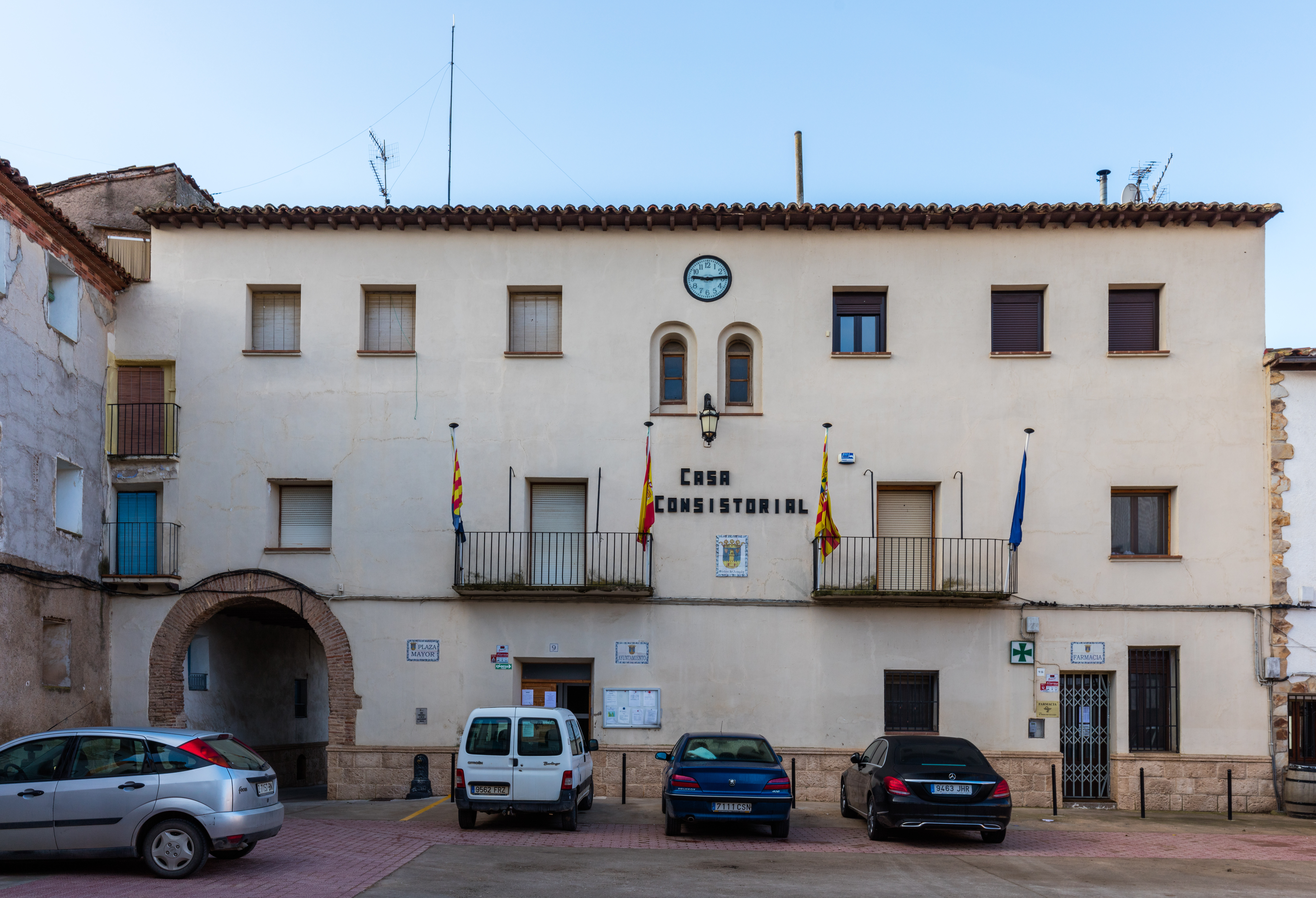
Ayuntamiento
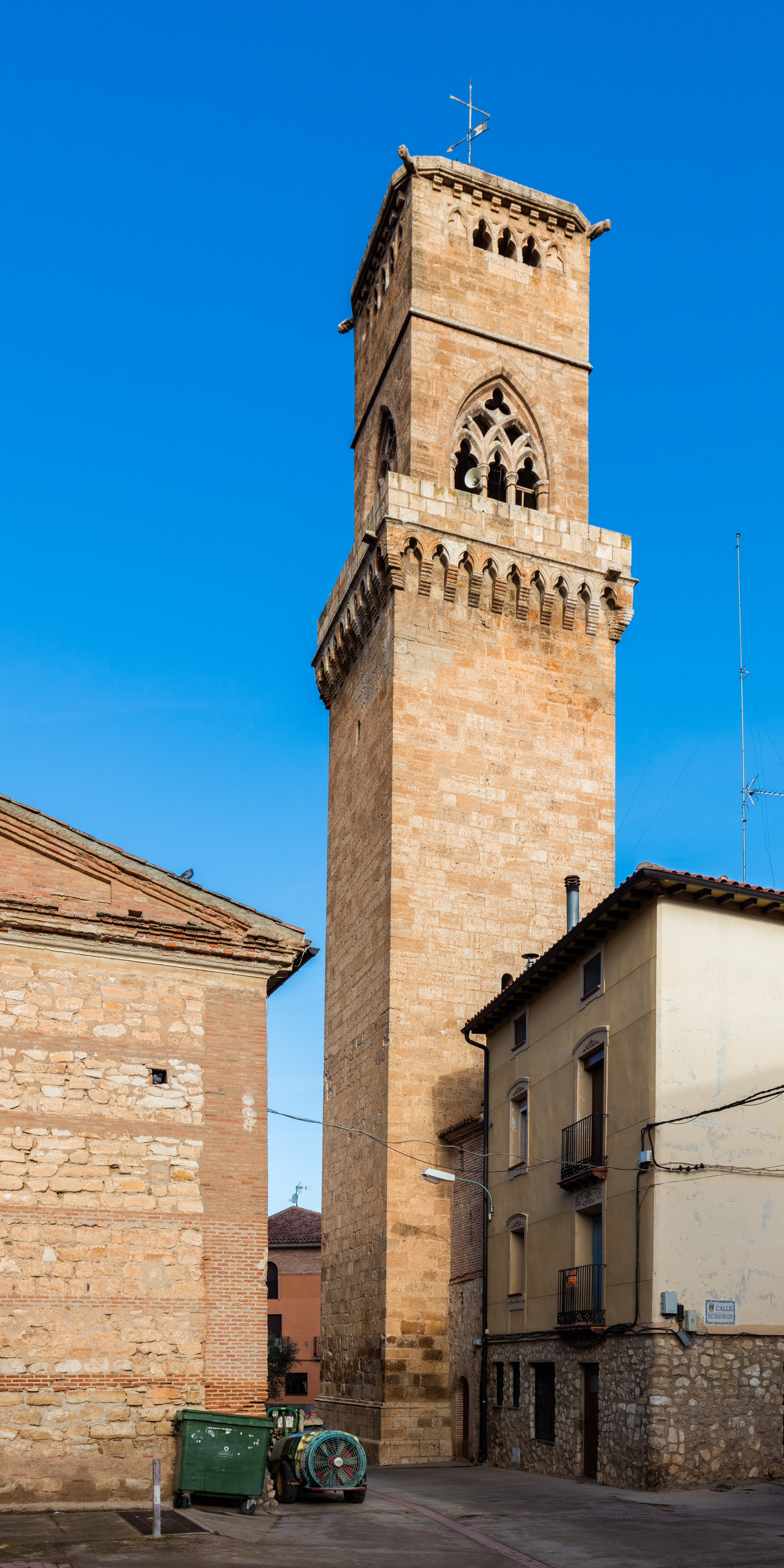
Torre fortificada de Miedes
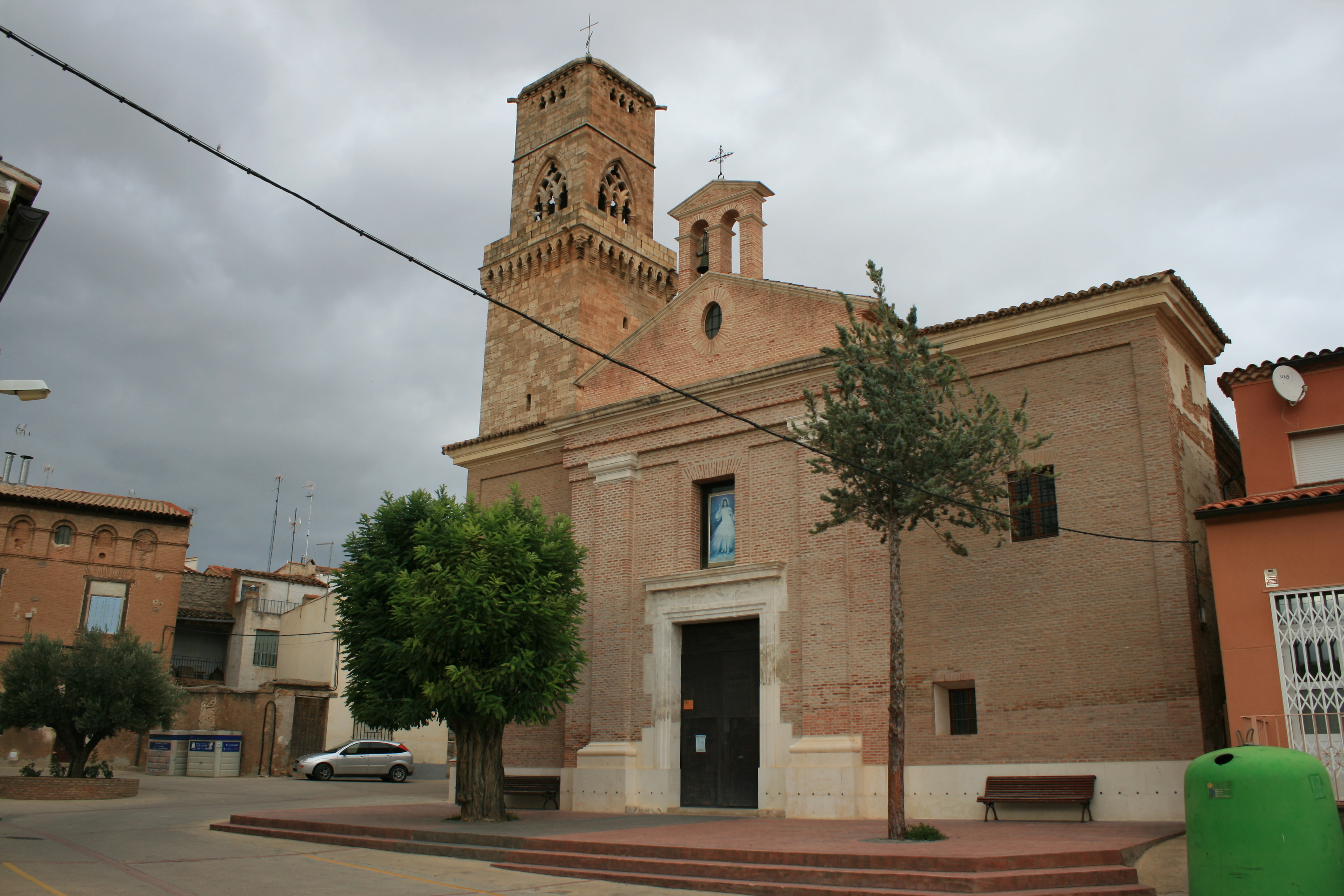
Iglesia de San Pedro
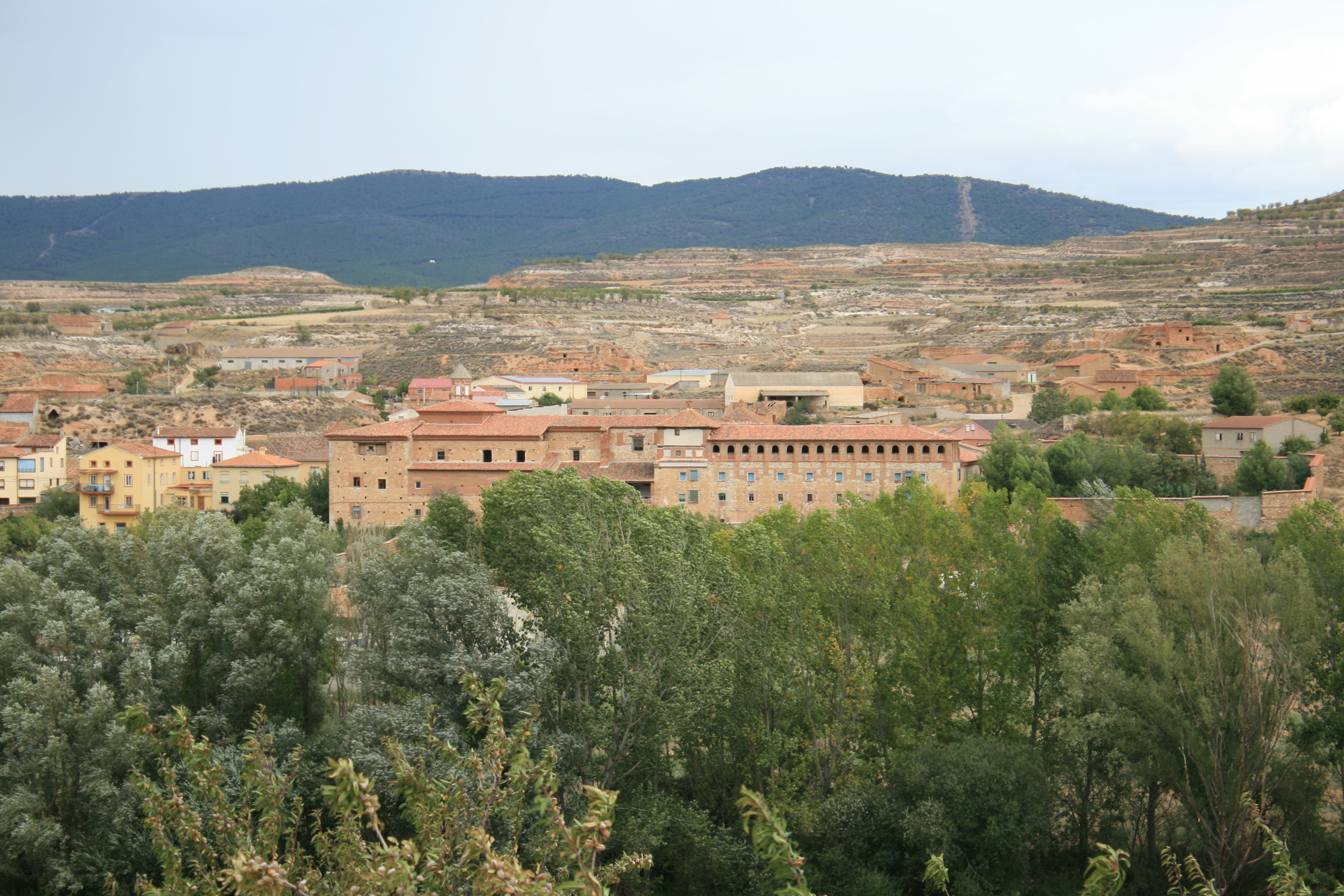
Convento de la Concepción y San Blas
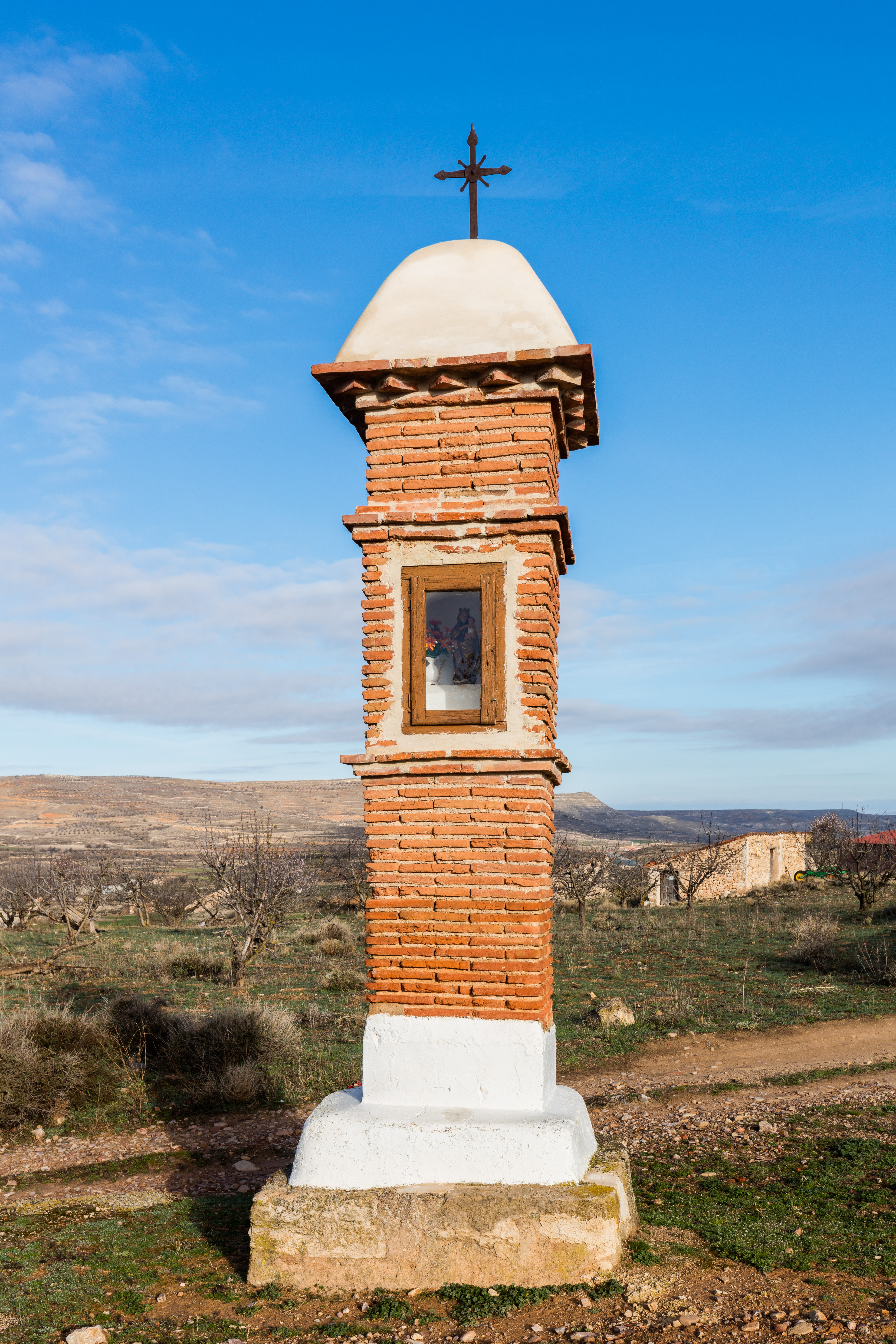
Peirón de la Virgen del Pilar

### Fiestas
El patrón de Miedes de Aragón es San Blas, que se hace fiesta en su honor el 3 de febrero.